# Blechnum borneense
Blechnum borneense är en kambräkenväxtart som beskrevs av Carl Frederik Albert Christensen. Blechnum borneense ingår i släktet Blechnum och familjen Blechnaceae. Inga underarter finns listade.